# Dohas internationella flygplats

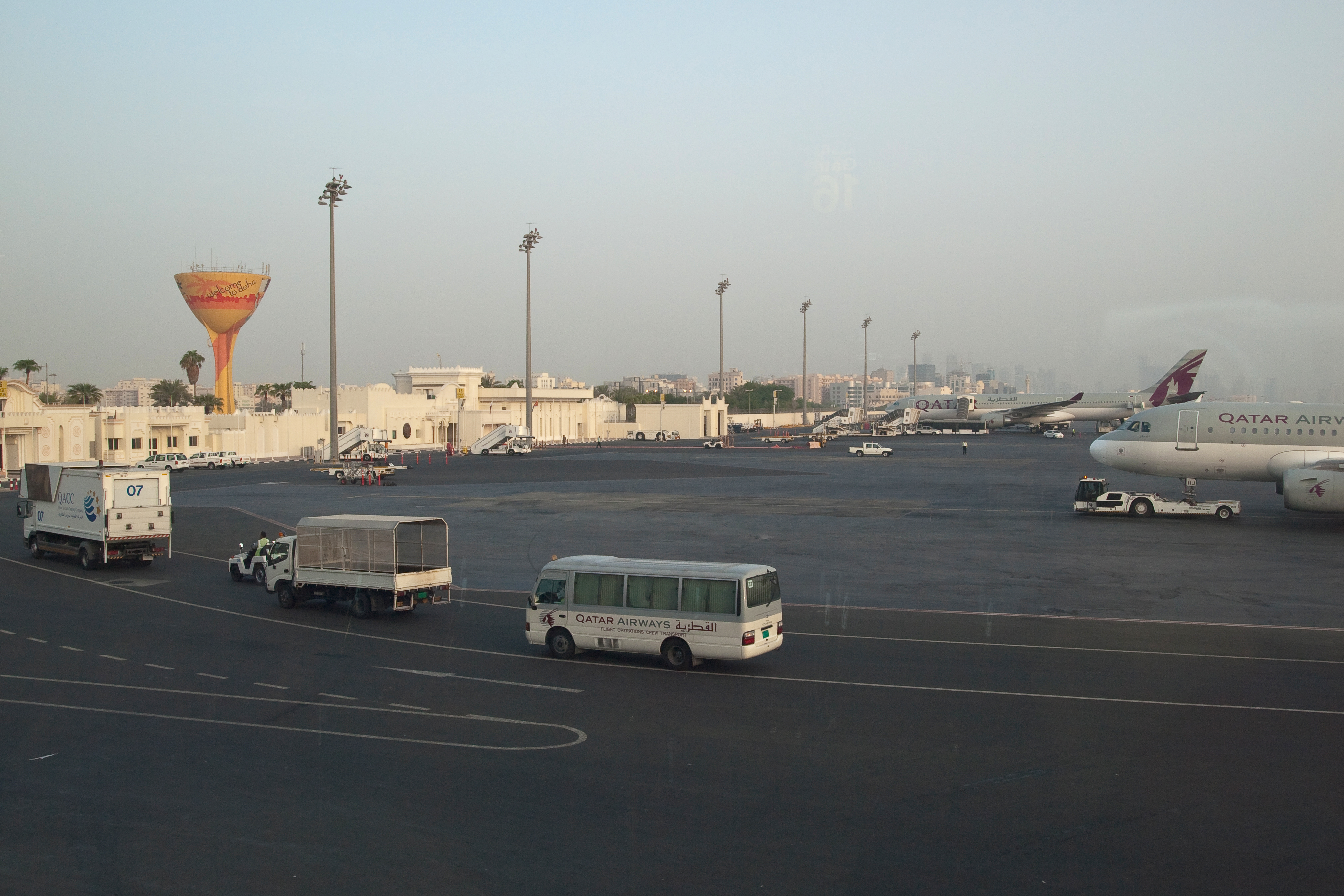
Dohas internationella flygplats.

Dohas internationella flygplats (IATA: DIA ICAO: OTBD) (arabiska:مطار الدوحة الدولى) i Qatars huvudstad Doha är en tidigare storflygplats. Den var Qatars största och enda kommersiella flygplats tills Hamads internationella flygplats öppnade i april 2014. Flygplatsen var flygnav för flygbolaget Qatar Airways. Den har idag ingen kommersiell linjetrafik, men landningsbanan och faciliteterna används bland annat av Qatar Airways affärsflyg Qatar Executive och 
Qatars flygvapen.
Den användes under världsmästerskapet i fotboll 2022 på grund av högt resande.
Flygplatsen hade tre moskéer, ett taxfree-område och några restauranger. Därutöver fanns 42 parkeringsplatser för flygplan,  60 incheckningsportar, 5 bagageutlämningsband samt över 1 000 bilparkeringsplatser.